# لخ اردن
لخ اُردن (لهستانی: Lech Ordon؛ ۲۴ نوامبر ۱۹۲۸ – ۲۱ اکتبر ۲۰۱۷) بازیگر اهل لهستان بود.
از فیلم‌ها یا مجموعه‌های تلویزیونی که وی در آن‌ها نقش داشته‌است، می‌توان به سرنوشت‌های لهستانی، چگونه جنگ جهانی دوم را آغاز کردم، عهدهای دوشیزه، جوانی شوپن، روز هشتم هفته، سفرهای آقای کِـلِـکْسْ، طرح‌واره‌های زغالی، چهل‌ساله، موضوعی برای حل و فصل، از دوشنبه‌ها بیزارم، قماری بالاتر از زندگی، یانا و نامه به بابا نوئل اشاره نمود.
او در دسامبر ۲۰۰۸ و همزمان با جشن نود سالگی «اتحادیهٔ بازیگران تئاتر لهستان» نشان لیاقت در فرهنگ گلوریا آرتیس را دریافت داشت.